# Janus Bey
 (janvier 2023).
Si vous disposez d'ouvrages ou d'articles de référence ou si vous connaissez des sites web de qualité traitant du thème abordé ici, merci de compléter l'article en donnant les références utiles à sa vérifiabilité et en les liant à la section « Notes et références ».
Janus Bey (en turc : Yunus Bey) est un drogman et diplomate de Soliman le Magnifique dans les années 1530. Il s'est rendu à Venise en 1532, considéré par le pouvoir local comme ambassadeur de l'Empire ottoman.
Il semble avoir traité avec l'ambassadeur de France Antoine de Rincon un sauf-conduit pour une ambassade du gouverneur ottoman d'Alger en 1532.